# Kaplica grobowa Wiktorów w Załużu
Kaplica grobowa Wiktorów w Załużu – położona na obszarze dawnego majątku dworskiego w Załużu.

## Historia

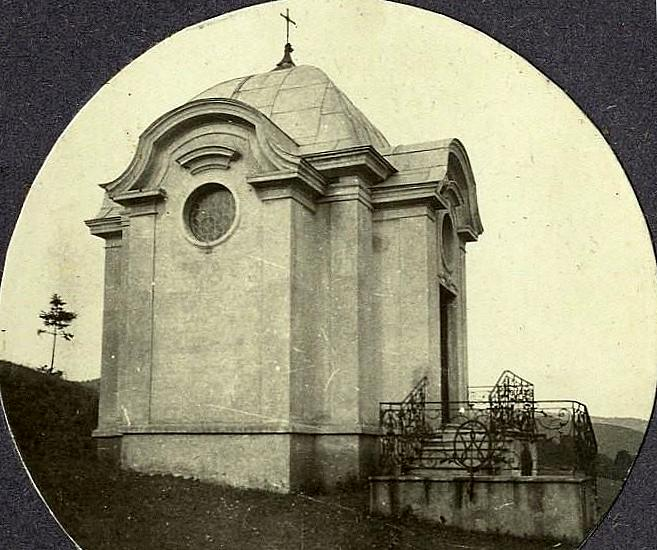
Stan w przeszłości

Budowa kaplicy została polecona w 1880 przez właściciela majątku dworskiego w Załużu, Adama Wiktora. Obiekt stanął na otwartym wówczas terenie o stromym charakterze, w odległości około 400-500 metrów na zachód od zabudowań dworskich, dokąd wiodła ścieżka. W tym rejonie powstał też sad. Budynek wzniesiono w stylu neobarokowym na planie centralnym. Jako materiał wykorzystano cegły, zaś ściany zostały następnie otynkowane na zewnątrz i w środku. Kopuła została wykonana z żelbetonu. Kaplica miała cztery otwory okienne, wewnątrz na ścianach istniały polichromie, zaś w absydzie ulokowano ołtarz. Wejście do kaplicy stanowiły drewniane drzwi. Istniały kręte schody, zaś wokół kaplicy ustanowiony tarasy o wysokości trzech metrów z myślą o osobach uczestniczących w nabożeństwach. 
W zamierzeniu kaplica miała pełnić funkcję świątyni do sprawowania nabożeństw dla wiernych obrządku rzymskokatolickiego, jak również miejsce pochówków członków tejże familii. W kaplicy mogło pomieścić się około 10-12 osób. Do sprawowania nabożeństw przybywali duchowni np. z Sanoka, Liska. Odprawiano tam nabożeństwa majowe i rezurekcje. W charakterze świątyni kaplica funkcjonowała do 1931 tj. do roku otwarcia we wsi kościoła Matki Bożej Nieustającej Pomocy.
W podziemiach kaplicy utworzono wnęki trumienne w dwóch kondygnacjach w łącznej liczbie przeznaczonej dla ośmiu pochowków. Grobowe podpiwniczenie kaplicy był zamykane podwójnym żelaznym zamknięciem. Zajęte wnęki trumienne były zamurowywane. Według planu architektonicznego krypty posiadały wentylację. Zostali tam pochowani (w trumnach drewnianych bądź metalowych):
- Adam Wiktor (1847-1907)[3],

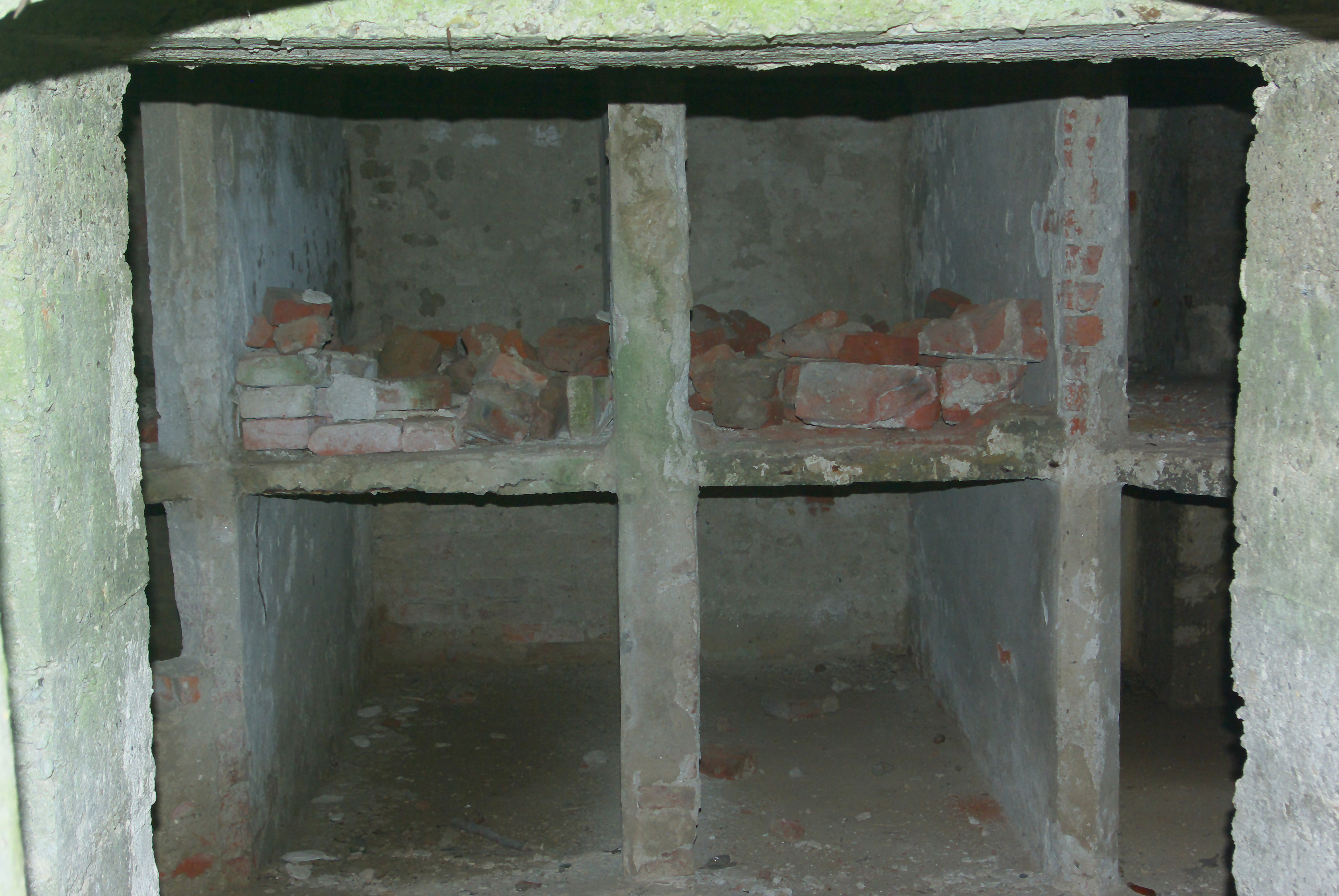
Wnęki trumienne

- Olga Wiktor z domu Żurowska (żona Adama)[3],
- Helena Pędrecka z domu Jabłońska[3],
- prawdopodobnie: Anna Leopoldyna Wiktor z domu Zatorska (1820-1898, żona Jakuba Wiktora)[3].

Podczas II wojny światowej w trakcie trwającej po prawej stronie Sanu okupacji sowieckiej z lat 1939-1941 kaplica została sprofanowana, a pochowane w niej zwłoki zbezczeszczone. W okresie tworzenia przez sowietów w rejonie Załuża bunkrów we fragmencie tzw. Linii Mołotowa wiosną 1940 doszło do dewastacji kaplicy. Po spenetrowaniu przez sprawców wnętrza trumien w poszukiwaniu kosztowności szczątki zmarłych zostały rozrzucone w okolicy. W czasie nadejścia frontu wschodniego latem 1944 budynek kaplicy uległ zniszczeniom wskutek ostrzału niemieckiego. Potem dalsze zniszczenia wynikły po wysadzeniu bunkrów oraz na skutek aktów wandalizmu.
W późniejszym czasie kaplica nie została odbudowana, wobec czego jej pozostałości zachowały się w zrujnowanym stanie (brak drzwi, zadaszenia i otynkowania, otwór w kopule). W kolejnych dekadach drugiej połowy XX wieku obiekt niszczał. W latach 60. istniały jeszcze żelazne barierki prowadzące do kaplicy, a wewnątrz niej widoczne były polichromie. Obecnie otoczenie kaplicy jest zalesione.